# Dawid (ormiański patriarcha Jerozolimy)
Dawid (ur. ?, zm. ?) – w latach 1316–1321 23. ormiański Patriarcha Jerozolimy.